# Motlhabaneng
Motlhabaneng é uma vila localizada no Distrito Central em Botswana. Possuía, em 2011, uma população estimada de 1 456 habitantes.